# Ren' ai Shashin
Singles de Ai Ōtsuka
Yumekui
(2006) Chu-Lip
(2007)
Ren' ai Shashin (恋愛写真) est le 13e single de Ai Ōtsuka sorti sous le label Avex Trax le 25 octobre 2006 au Japon. Il atteint la 2e place du classement de l'Oricon. Il se vend à 77 570 exemplaires la première semaine, et reste classé pendant 20 semaines, pour un total de 147 975 exemplaires vendus.
Ren' ai Shashin a été utilisé comme campagne publicitaire pour au de Toshiba W45T, pour music.jp, et comme thème musical pour le film Tada, Kimi wo Aishiteru. Ren' ai Shashin se trouve sur l'album Love Piece.

## Liste des titres
| 1. | Ren'ai Shashin (恋愛写真)                       | 4:59 |
| 2. | Hanikami Jane (ハニカミジェーン)                | 4:22 |
| 3. | Haneari Tamago (Live Version) (羽ありたまご)    | 5:27 |
| 4. | Ren'ai Shashin (instrumental) (恋愛写真)        | 4:58 |
| 5. | Hanikami Jane (instrumental) (ハニカミジェーン) | 4:20 |

| 1. | Ren'ai Shashin (恋愛写真) |  |

### Interprétations à la télévision
- Sakigake Ongaku Banzuke (13 août 2006)
- Hey! Hey! Hey! (25 septembre 2006)
- Motto Motto Kansai NHK (4 octobre 2006)
- Pop Jam (20 octobre 2006)
- Music Station (20 octobre 2006)
- Music Fighter (20 octobre 2006)
- CDTV (21 octobre 2006)
- Utaban (26 octobre 2006)
- MelodiX! (29 octobre 2006)
- Best Hits Kayousai (20 novembre 2006)
- Best Artist (29 novembre 2006)
- FNS Kayousai (6 décembre 2006)
- Nihon Request Award 2006 (16 décembre 2006)
- Music Station Super Live (22 décembre 2006)
- 48th Japan Record Taisho (30 décembre 2006)
- 57th Kouhaku (31 décembre 2006)
- CDTV SP (31 décembre 2006)
- Love Songs (17 février 2007)
- MTV Awards Japan 2007 (26 mai 2007)
- Live Earth (7 juillet 2007)